# 里甘·哈里森
里甘·哈里森（英語：Regan Harrison，1977年11月25日—），澳大利亚男子游泳运动员。他曾代表澳大利亚参加2000年和2004年夏季奥林匹克运动会游泳比赛，其中2000年奥运会获得一枚银牌。